# Gerd Seid
Gerhard Hans Seid (* 20. Oktober 1930 in Heilbronn; † 24. Februar 1995) war ein deutscher Schauspieler.

## Leben und Wirken
Gerd Seid wuchs in Heilbronn zusammen mit sechs Brüdern auf. Nach dem Abitur studierte er auf Lehramt und wurde zunächst Volksschullehrer, u. a. an der Dammschule in Heilbronn, gab den Lehrerberuf dann aber auf. Seine Schauspielausbildung erhielt er an der Otto-Falckenberg-Schule in München. Bis 1956 war er an den Münchner Kammerspielen engagiert. Im April 1955 spielte er dort die Titelfigur in Strawinskys Musiktheaterwerk Die Geschichte vom Soldaten (Regie: Günther Rennert/Bühnenbild: Caspar Neher) an der Seite von Peter Lühr als Teufel. Im Juli 1955 folgte der Bruder Ladvenu in Jeanne oder Die Lerche von Jean Anouilh und zu Beginn der Spielzeit 1955/56, unter der Regie von Hans Schweikart, der Plantagenet in Elisabeth von England von Ferdinand Bruckner.
Von 1956 bis 1958 gehörte er unter der Intendanz von Rudolf Sellner zum Ensemble des Landestheaters Darmstadt, wo er in der Spielzeit 1957/58 in einer Inszenierung von Werner Düggelin den Faust in Goethes Urfaust spielte. Von 1959 bis 1961 war er Mitglied am Staatsschauspiel des Württembergischen Staatstheaters Stuttgart. In der Spielzeit 1960/61 spielte er am Berliner Renaissance-Theater, an der Seite von Lieselotte Rau und Käthe Haack, den Hermann in der Goethe-Adaption Hermann und Dorothea, die auch für das Fernsehen aufgezeichnet wurde und im Winter 1961/62 auf Tournee ging. In der Spielzeit 1961/62 gastierte er an der damals neueröffneten Komödie im Bayerischen Hof als junger Offizier Arthur Masham in dem Lustspiel Das Glas Wasser, mit Adolf Wohlbrück, Chariklia Baxevanos, Susanne von Almassy und Loni von Friedl als Partnern. Im November 1962 gehörte er am Berliner Renaissance-Theater zur Uraufführungsbesetzung der Theaterfassung von Thornton Wilders Roman Die Iden des März. In den Spielzeiten 1964/65 und 1968/69 trat er an der Freien Volksbühne Berlin auf. Im Mai 1968 gastierte er bei den 22. Ruhrfestspielen Recklinghausen als Titelheld in der Eröffnungsinszenierung Troilus und Cressida (Regie: Heinrich Koch) mit Christine Wodetzky als Partnerin. Nach verschiedenen weiteren Engagements spielte er 1971/72 an der Tribüne in Berlin.
Zwischen 1978 und 1984 war er mehrfach bei den Freilichtspielen Schwäbisch Hall engagiert. 1980 gastierte er am Contra-Kreis-Theater in Bonn. In der Saison 1981/82 war er der Leicester in Maria Stuart in einer Tourneeproduktion der „Münchner Schauspielbühne“ mit Ellen Schwiers, Maria Caleita, Friedrich Joloff und Hans Elwenspoek als Partnern. In der Spielzeit 1984/85 folgte bei der „Münchner Schauspielbühne“ eine Tournee-Produktion des Schauspiels Das Missverständnis von Albert Camus, in dem Seid an der Seite von Heidemarie Hatheyer und Maria Caleita den Sohn Jan spielte. Ab der Saison 1985/86 trat Seid bis 1990 regelmäßig am Contra-Kreis-Theater in Bonn auf.
Gerd Seid wirkte in mehreren TV-Produktionen und einigen Kinofilmen mit. Er arbeitete u. a. mit den Regisseuren Harald Braun, Axel von Ambesser, Michael Verhoeven und Wilm ten Haaf. In dem TV-Zweiteiler Die Nibelungen (1967) nach Hebbels gleichnamigem Trauerspiel verkörperte Seid unter der Regie von Wilhelm Semmelroth den Siegfried.
Seid war eng mit Liselotte Rau sowie Karlheinz Böhm befreundet; er verstarb 64-jährig an einer Erkrankung der Atemwege.

## Filmografie (Auswahl)
- 1955: Madame Aurélie (Fernsehspiel)
- 1956: Regine (Kinofilm)
- 1957: Marius (Fernsehspiel)
- 1960: Der Gauner und der liebe Gott (Kinofilm)
- 1961: Hermann und Dorothea (Fernsehspiel, Theateraufzeichnung)
- 1966: Hafenpolizei: Die Pokerpartie (Fernsehserie, eine Folge)
- 1967: Die Nibelungen (Fernseh-Zweiteiler)
- 1969: Troilus und Cressida (Theateraufzeichnung)
- 1973: Die Kriminalerzählung: Der furchtsame Ehemann (Fernsehserie, eine Folge)
- 1973: Unter Ausschluß der Öffentlichkeit (Fernsehfilm, Dreiteiler)
- 1975: Kommissariat 9: Import aus Fernost (Fernsehserie, eine Folge)
- 1980: Sonntagskinder (Kinofilm)